# Alice ở xứ sở thần tiên (phim 2010)
Alice ở xứ sở thần tiên (tựa gốc tiếng Anh: Alice in Wonderland) là một bộ phim điện ảnh kỳ ảo đen tối của Mỹ được công chiếu năm 2010. Bộ phim do Tim Burton làm đạo diễn và phần kịch bản do Linda Woolverton chấp bút. Phim có sự tham gia diễn xuất của Johnny Depp, Anne Hathaway, Helena Bonham Carter, Crispin Glover, Matt Lucas và Mia Wasikowska, cùng với các vai lồng tiếng do Alan Rickman, Stephen Fry, Michael Sheen và Timothy Spall thể hiện. Lấy cảm hứng từ hai cuốn tiểu thuyết kỳ ảo Alice ở xứ sở thần tiên và Alice ở xứ sở trong gương của nhà văn Lewis Carroll, cũng như bộ phim hoạt hình cùng tên phát hành năm 1951, nội dung phim kể về cô thiếu nữ 19 tuổi Alice Kingsleigh – được cho là người có thể đưa Nữ hoàng Trắng trở lại ngai vàng của mình với sự giúp đỡ của Thợ làm mũ điên. Cô là người duy nhất có thể đánh bại Jabberwocky, một sinh vật hình rồng do Nữ hoàng Đỏ điều khiển dùng để khủng bố cư dân của xứ Underland. Trong tình huống này, Thợ làm mũ điên và Alice phải chiến đấu với Nữ hoàng Đỏ để bảo vệ thế giới.
Alice ở xứ sở thần tiên do hãng Walt Disney Pictures chịu trách nhiệm sản xuất và được ghi hình tại Liên hiệp Anh và Mỹ. Bộ phim công chiếu ra mắt ở Luân Đôn tại rạp Odeon Leicester Square vào ngày 25 tháng 2 năm 2010, đồng thời được công chiếu tại Liên hiệp Anh và Mỹ thông qua các định dạng Disney Digital 3D, RealD 3D và IMAX 3D cũng như tại các rạp chiếu thông thường vào ngày 5 tháng 3 năm 2010. Phim từng khởi chiếu ở Việt Nam vào ngày 12 tháng 3 năm 2010. Đây là tác phẩm điện ảnh có doanh thu cao thứ hai của năm 2010.
Alice ở xứ sở thần tiên nhận được những đánh giá trái chiều ở thời điểm phát hành; mặc dù nhận lời khen cho phong cách hình ảnh, phục trang, nhạc nền và hiệu ứng kỹ xảo, phim lại bị phê bình bởi lối kể chuyện thiếu mạch lạc. Tác phẩm nhận được ba đề cử tại lễ trao giải Quả cầu vàng lần thứ 68, trong đó có hạng mục Phim hài hoặc ca nhạc hay nhất. Tại lễ trao giải Oscar lần thứ 83, Alice ở xứ sở thần tiên đoạt các giải Chỉ đạo nghệ thuật xuất sắc nhất và Thiết kế phục trang đẹp nhất cũng như giành đề cử Hiệu ứng kỹ xảo đẹp nhất. Phim thu về hơn 1,025 tỷ USD tiền bán vé và trở thành phim diện ảnh ăn khách thứ 5 mọi thời đại trong thời gian chiếu rạp. Alice ở xứ sở thần tiên là tác phẩm khởi xướng xu thế làm phim kỳ ảo và cổ tích người đóng (dù không phải là phim đầu tiên thuộc trào lưu này), đặc biệt là từ Walt Disney Studios. Phần hậu truyện mang tên Alice ở xứ sở trong gương đã công chiếu vào ngày 27 tháng 5 năm 2016.

## Nội dung
Năm 1871 ở London, bị phiền muộn bởi một giấc mơ kì lạ lặp đi lặp lại và đau buồn vì mất cha, thiếu nữ 19 tuổi Alice Kingsleigh dự một bữa tiệc trong vườn tại gia thất của Lãnh chúa Ascot. Tại đây, cô đối mặt với lời câu hôn bất ngờ từ Hamish (con trai Lãnh chúa Ascot) và những kỳ vọng ngột ngạt mà xã hội đặt vào cô. Do dự không biết làm thế nào, cô phát hiện và đuổi theo một chú thỏ thân thuộc mặc áo gi-lê và đeo đồng hồ bỏ túi, rồi bị rơi vào một hố thỏ sâu dưới gốc cây. Sau khi uống một cái chai dán nhãn 'Drink Me' (gọi là Pishsalver), cô bước qua cánh cửa tí hon và đặt chân đến khu rừng nằm trong xứ sở phép thuật tên là Underland, nơi cô được chào đón bởi Thỏ Trắng, Sóc Chuột, Chim cưu, những bông hoa biết nói và cặp song sinh giống hệt nhau Tweedledee và Tweedledum; họ dường như đều biết cô từ trước.
Dù Alice khăng khăng rằng tất cả chỉ là mơ, cô biết được định mệnh của mình là phải đánh bại Jabberwocky và chấm dứt triều đại bạo chúa của Nữ hoàng Đỏ, theo như Sâu bướm Absolem tiên tri. Rồi cả nhóm bị sinh vật phàm ăn Bandersnatch và một đội kị binh của Nữ hoàng Đỏ phục kích – do Người Hầu Quân Cơ chỉ huy. Tất cả đều bị bắt; ngoại trừ Alice kịp trốn thoát và Sóc Chuột – người tước đi một mắt của Bandersnatch. Người Hầu tâu với Nữ hoàng Đỏ rằng Alice là mối đe dọa cho ngai vàng, và y được lệnh phải truy lùng cô ngay lập tức. Trong khi đó, Alice nhận được sự đón tiếp từ Mèo Cheshire, và chú mèo chỉ đường cho cô đến dự tiệc trà của Thợ làm mũ điên, Thỏ Tháng Ba và Sóc Chuột. Thợ làm mũ giải thích rằng Nữ hoàng Đỏ là người chiếm lấy vùng đất Underland, đoạt ngôi từ cô em gái Nữ hoàng Trắng; và anh gia nhập lực lượng kháng chiến sau khi Nữ hoàng Đỏ phá hủy làng và sát hại gia đình anh. Khi đám kị binh quân cơ xuất hiện, Thợ làm mũ giúp Alice tránh bị bắt bằng cách tự giao nộp mình cho chúng. Sau đó, Alice được phát hiện bởi Chó săn của Người Hầu, mà thực chất là đồng mình của quân kháng chiến. Alice nhất quyết muốn được đưa tới lâu đài của Nữ hoàng Đỏ nhằm giải cứu Thợ làm mũ. Alice ăn Upelkuchen – một cái bánh dán nhãn 'Eat Me' – và hóa khổng lồ, xâm nhập vào tòa lâu đài với danh xưng cận thần tên "Um."
Alice biết được rằng thanh kiếm chết chóc – thứ vũ khí duy nhất có thể tiêu diệt Jabberwocky – bị khóa cất trong hang của Bandersnatch. Người Hầu cố tìm cách dụ dỗ "Um" song bị cô khước từ, làm cho Nữ hoàng Đỏ nổi cơn ghen đòi chặt đầu "Um". Alice đoạt lấy thanh kiếm và kết bạn với Bandersnatch bằng cách trả lại mắt cho nó. Tiếp đó Bandersnatch tỏ lòng biết ơn khi để cô cưỡi trên lưng trốn thoát, rồi Alice tìm đến gặp Nữ hoàng Trắng giao thanh kiếm; để đáp lại Nữ hoàng ban cho Alice một lọ thuốc đưa cô trở về kích cỡ bình thường. Mèo Cheshire sử dụng năng lực biến hình để cứu Thợ làm mũ điên khỏi bị hành quyết. Kế đó, Thợ làm Mũ kích động cuộc nổi dậy giữa lòng dân chúng của Nữ hoàng Đỏ. Nữ hoàng Đỏ cố tìm cách trấn áp cuộc nổi dây, song để cho Thợ làm mũ và nhóm của anh nhân cơ hội trốn thoát. Cuối cùng Absolem giúp Alice nhớ ra cô từng đến Underland khi còn bé (gọi vùng đất là "Wonderland"), và sau cùng nhận ra Underland không phải mơ. Absolem khuyên cô nên chiến đấu với Jabberwocky, ngay trước khi ông hoàn tất biến hình thành một con nhộng.
Hai Nữ hoàng tập trung quân đội của mình trên một chiến trường như bàn cờ, cử Alice và Jabberwocky đứng ra quyết đấu trong một trận chiến duy nhất. Alice là đối thủ của Jabberwocky, còn hai đội quân kia chạm trán nhau. Cuối cùng, Alice chặt đầu của Jabberwocky và hạ gục nó. Nhờ chiến thắng của Alice, đám kị binh quân cơ quay lưng chống lại Nữ hoàng Đỏ. Nhằm trừng phạt những tội ác của họ, Nữ hoàng Trắng ban lệnh trục xuất chị mình và Người Hầu đi lưu đày cùng nhau. Nữ hoàng Trắng ban cho Alice một lọ nhỏ đựng máu tím của Jabberwocky sở hữu năng lực hiện thực hóa bất cứ điều ước nào của cô. Cô quyết định trở về thế giới của mình sau khi nói lời tạm biệt bạn bè. Trở về bữa tiệc, Alice từ chối lời cầu hôn của Hamish và làm Lãnh chúa Ascot ấn tượng với ý tưởng lập nên những con đường biển giao thương tới Hồng Kông, truyền cảm hứng cho ông nhận cô làm học việc của mình. Khi Alice chuẩn bị ra khơi trên một con tàu giao thương, một chú bướm xanh đậu trên vai Alice, và cô nhận ra ngay đó là Absolem.

## Diễn viên

### Người đóng
- Johnny Depp vai Tarrant Hightopp, hay Thợ làm mũ điên: là vị thị trưởng nghiệp dư của xứ Wonderland, người phải ngậm đắng nuốt cay nhận chức vụ này; về sau anh trở thành lãnh đạo kiêm đội trưởng của lực lượng kháng chiến chống Iracebeth.[9] Wasikowska cho biết các nhân vật "đều cảm thấy họ như kẻ ngoài cuộc và thấy cô đơn trong thế giới biệt lập của chính mình, đồng thời có liên kết đặc biệt và tình bạn với Alice."[10][11] Burton giải thích rằng Depp "đã cố tìm ra một cốt lõi cho nhân vật ... thay vì chỉ là nổi khùng lên."[12] Burton cũng chia sẻ rằng "trong rất nhiều phiên bản, đó là kiểu nhân vật rất một màu và bạn biết mục tiêu [của Depp] là nỗ lực và đem lại nhân tính cho sự kỳ quặc của nhân vật."[12] Mái tóc màu cam là một cách ám chỉ tình trạng các thợ làm mũ bị nhiễm độc thủy ngân do dùng chất này để chữa cảm; Depp tin rằng nhân vật "bị nhiễm độc ... và nó lan ra tóc, móng tay và mắt anh".[13] Depp và Burton quyết định rằng bộ quần áo, làn da, mái tóc, tính cách và giọng của Thợ làm mũ sẽ thay đổi xuyên suốt bộ phim để phản ánh những cảm xúc của anh.[14] Trong một buổi phỏng vấn với Depp, nhân vật có nét giống như "một chiếc nhẫn tâm trạng, [vì] những cảm xúc của anh rất giống với vẻ ngoài".[15] Thợ làm mũ được "xây dựng từ những người khác nhau và những mặt cực đoan của họ", với chất giọng lịch thiệp nghe cực giống người sáng tạo nhân vật là Lewis Carroll, nhằm thể hiện tính cách hiền hơn, còn giọng xứ Glasgow của Scotland (mà Depp học theo nguyên mẫu nhân vật Rab C. Nesbitt của Gregor Fisher) nhằm thể hiện khía cạnh vừa đen tối vừa nguy hiểm hơn.[16] Vũ công ảo giác David "Elsewhere" Bernal là người "nhân đôi" Depp trong phân cảnh nhảy "Futterwacken" ở gần cuối phim.[17]

Helena Bonham Carter trong vai Nữ hoàng Đỏ

- Mia Wasikowska vai Alice Kingsleigh: Khi sáng tạo nhân vật, nhà biên kịch Linda Woolverton đã tìm hiểu về cách ứng xử của những thiếu nữ trẻ thời Victoria rồi biến Alice thành hình ảnh trái ngược.[18] Wasikowska đọc những cuốn sách của Carroll lúc còn bé và đọc lại chúng lần nữa để chuẩn bị cho vai diễn. Cô còn xem phim Alice của Jan Švankmajer. Cô chia sẻ: "Khi chúng tôi còn nhỏ, mẹ tôi sẽ bật phim trên đầu đĩa VCR. Chúng tôi bối rối và không thật sự hiểu bộ phim, song chúng tôi chẳng thể rời mắt bởi phim quá hấp dẫn. Vì thế mà tôi đã giữ cảm giác ấy về Alice, một kiểu cảm giác ám ảnh."[19] Mặc cho phải đối mặt với những áp lực để thích nghi với những kỳ vọng của xã hội, Alice phát triển thành nữ anh hùng có ý chí và khả năng mạnh mẽ hơn, để chọn lối đi của riêng mình; cây bút viết cột báo Independent Liz Hoggard ca ngợi Alice là một hình mẫu cho các bé gái, miêu tả nhân vật là "bướng bỉnh, gan dạ, [và] không hề tiểu thư tí nào".[18][20] Mairi Ella Challen là người hóa thân Alice lúc 6 tuổi.[21]
- Helena Bonham Carter vai Nữ hoàng Đỏ Iracebeth: Iracebeth là cô chị gắt gỏng, cứng đầu và giết người tàn nhẫn của Mirana, cô là nữ hoàng của xứ Wonderland. Cô là hình ảnh hợp nhất từ hai nhân vật của Carroll: Nữ hoàng Đỏ và Nữ hoàng Cơ Hậu.[9] Họ của cô là một phép chơi chữ từ irascible (nóng tính) bởi cô dễ bị tức tối, la lối om sòm, thiếu kiên nhẫn và mau nổi cáu.[22] Đầu của Bonham Carter được chỉnh kỹ thuật số để tăng kích cỡ gấp ba lần trên màn ảnh.[23][24] Nhân vật ghét động vật và lựa chọn dùng chúng làm người hầu và đồ đạc.[25] Trong phim có ngụ ý rằng Nữ hoàng Đỏ đã chặt đầu chồng cũ là Đức Vua. Nữ diễn viên Carter lấy cảm hứng từ cô con gái nhỏ Nell (một đứa bé mới biết đi), cô chia sẻ: "Nữ hoàng Đỏ giống hệt như một đứa bé mới biết đi, vì cô ấy có một cái đầu to và là một bạo chúa." Ngoại hình của cô dựa trên Nữ hoàng Elizabeth I của Anh.
- Anne Hathaway vai Nữ hoàng Trắng Mirana: Cô là người em gái bình tĩnh và chu đáo của Iracebeth.[9] Cô là một trong số ít nhân vật không cần chỉnh sửa kỹ thuật số.[26] Hathaway tóm tắt nhân vật của mình bằng lời chú thích về một chiếc nam châm hình Happy Bunny cầm con dao; "Dễ thương nhưng tâm thần. Có cả mặt tốt lẫn mặt xấu."[27] Theo Hathaway, "Cô ấy ra đời từ cùng một nguồn gen như Nữ hoàng Đỏ. Cô thật sự thích mặt tối, nhưng cô sợ đi quá đà mà lún sâu vào nó nên cô làm cho mọi thứ trong thật nhẹ nhàng và hạnh phúc. Nhưng cô ấy sống ở nơi đó vì sợ rằng mình sẽ không thể kiểm soát bản thân."[28] Hathaway miêu tả màn hóa thân Nữ hoàng Trắng của mình là "một người theo chủ nghĩa hòa bình thuần chay punk-rock", với cảm hứng lấy từ Debbie Harry, Greta Garbo và bìa nghệ thuật của Dan Flavin.[28] Burton cho biết ngoại hình của Nữ hoàng Trắng được lấy cảm hứng từ Nigella Lawson.[29]
- Crispin Glover vai Người hầu Quân Cơ Ilosovic Stayne: Y là chồng và trợ thủ của Iracebeth.[9] Người hầu Quân Cơ là một kẻ kiêu ngạo và gian xảo. Mặc dầu tuân theo mọi mệnh lệnh của Nữ hoàng Đỏ, y là người duy nhất có thể làm dịu tính khí thất thường của cô. Glover nhận xét: "Nữ hoàng Đỏ rất hay phản ứng nóng nảy với những thứ người khác làm, vì thế [Người hầu] phải tài ngoại giao." Nữ hoàng Đỏ tin rằng Người Hầu Quân Cơ là tình nhân của mình, song đây lại là ý nghĩ sai lầm của cô.
- Matt Lucas vai Tweedledee và Tweedledum: Hai người đàn ông giống hệt nhau này là những trung úy của Tarrant trong lực lượng kháng chiến chống Nữ hoàng Đỏ (từng gọi hai người là "những tên mập" trong thời gian bắt giữ họ). Burton bình luận về sự pha trộn của hoạt hình và Lucas: "Đó là một sự pha trộn kỳ quặc, đem lại cho các nhân vật của anh ấy chất lượng bối rối mà chúng hoàn toàn xứng đáng có được."[30] Hai nhân vật được tạo hình bằng sự kết hợp của công nghệ CGI và người đóng, đặc biệt gương mặt của Lucas được ghép bằng kỹ thuật số vào một cơ thể toàn hoạt hình. Trong lúc hóa thân vào nhân vật, Lucas đã phải mặc một bộ đồ ghi lại chuyển động hình giọt nước và đi cà kheo. Nhằm thể hiện cả hai nhân vật, Lucas được "nhân đôi" bởi Ethan Cohn.
- Frances de la Tour vai Imogene: Dì của Alice.[31] Bà bị mắc chứng hoang tưởng nặng và không ngừng đợi chờ vị hôn thê hư cầu mà bà tin rằng đó là vị hoàng tử trong mộng.
- Leo Bill vai Hamish Ascot: hôn thê cũ của Alice.[31]

Marton Csokas đóng một vai khách mời, thể hiện người cha quá cố của Alice trong cảnh mở đầu phim, còn mẹ của Alice được diễn bởi Lindsay Duncan. Vợ chồng Ascot lần lược được thủ vai bởi Tim Pigott-Smith và Geraldine James. Eleanor Tomlinson và Eleanor Gecks là những người hóa thân vào vai hai chị em nhà Cathaway (giống nhau hệt như cặp Tweedledum và Tweedledee). Jemma Powell xuất hiện thoáng qua trong vai cô chị Margaret của Alice, còn người chồng không chung thủy Lowell của Margaret được thủ vai bởi John Hopkins.

### Lồng tiếng
- Michael Sheen vai Thỏ Trắng Nivens McTwisp: là tể tướng của Mirana và chỉ huy chính của Tarrant trong lực lượng kháng chiến.[9][32] Sheen nhận xét Thỏ Trắng "là một nhân vật mang tính biểu tượng đến nỗi [anh] không thấy rằng [anh ấy] nên phá vỡ nguyên mẫu quá nhiều."[33] Burton cho biết đặc tính mà ông mong muốn nhiều nhất ở chú thỏ xem đồng hồ của mình là nét bối rối, đồng thời bình luận: "[trong] bất kì màn hóa thân [Thỏ Trắng] nào qua nhiều năm, [luôn] có nét bối rối trong chú thỏ."[33]
- Alan Rickman vai Sâu bướm Absolem: Là người đứng đầu lực lượng kháng chiến.[9] Rickman lúc đầu định ghép mặt mình vào nhân vật Sâu bướm hoạt họa. Ông đã được ghi hình thu giọng lồng tiếng trong phòng thu, song sau cùng ý tưởng đổ bể. Tuy nhiên, các họa sĩ diễn hoạt cố đưa vào những nét mặt của Absolem sao cho giống với mặt của Rickman.[24]
- Stephen Fry vai Cheshire: là vệ sĩ của Tarrant và Tướng của quân kháng chiến.[9][34] Burton cho rằng nhân vật có một vẻ gây sởn gai ốc ngoài việc khai thác thói ghét mèo của chính nó.[35] Vai diễn lúc đầu định giao cho Sheen nhưng anh đã đổi sang nhận vai Thỏ Trắng do bận lịch làm việc.
- Barbara Windsor vai Sóc chuột Mallymkun: là trợ lý của Tarrant và trung sĩ của quân kháng chiến.[9] Burton cho biết ông giao vai diễn cho Windsor bởi ông là một người hâm mộ một nhân vật mà cô đóng trên phim truyền hình EastEnders. Chính giọng lồng tiếng của cô trong phim ấy đã đem về hợp đồng vai Sóc chuột cho nữ diễn viên.[36]
- Timothy Spall vai Bayard Hamar: Là chú chó con thú cưng cũ của Stayne và có vai trò đưa tin của của quân kháng chiến. Mặc dù Bayard không xuất hiện trong nguyên tác, một nhân vật có nét tương đồng tên Puppy (Chó con) dường như là nguồn cảm hứng cho nhân vật.
- Paul Whitehouse vai Thỏ Tháng ba Thackery Earwicket: là cộng sự của Tarrant và đô đốc của quân kháng chiến.[9] Burton cho biết vì Whitehouse là một nam diễn viên hài tuyệt vời, rất nhiều câu thoại của anh là do ứng biến.[37]
- Michael Gough vai Chim cưu Uilleam: là hoa tiêu của quân kháng chiến.[9] Burton chia sẻ Gough là người đầu tiên mà ông nhắm tới cho vai diễn vì nam diễn viên có "đầy đủ tố chất cuộc sống cho vai diễn của mình".[38] Nhân vật chỉ nói có ba câu thoại (mà Gough thu âm hết trong một ngày). Đây là vai diễn cuối của Gough; một năm sau khi phim ra mắt thì ông mất, thọ 94 tuổi. Trước đây Gough từng đóng Thỏ Tháng ba trong vở kịch truyền hình năm 1966 chuyển thể từ nguyên tác sách.
- Christopher Lee vai Jabberwocky: là chú rồng thú cưng của và sát thủ đắc lực của Iracebeth. Dù chỉ tốn hai câu thoại, Burton thấy rằng Lee là người phù hợp cho nhân vật biểu tượng này bởi nam diễn viên đã là "một nhân vật biểu tượng".[39] Để hóa thân vào nhân vật, lúc đầu Lee từng cố làm cho giọng nói của mình trở nên "cục súc" (như được miêu tả trong bài thơ "Jabberwocky"). Tuy nhiên, Burton thuyết phục ông sử dụng giọng thật, vì vị đạo diễn thấy nó đáng sợ và dữ tợn hơn.
- Imelda Staunton vai Những bông hoa biết nói: Mặc dù có nhiều bông hoa xuất hiện quanh xứ Underland, chỉ một trong số chúng nói được và nó rõ ràng là một bức tranh biếm họa Staunton.[40] Staunton chỉ nói ba câu thoại được nghe rất ngắn ở đầu phim.
- Jim Carter vai Đao phủ: Đao phủ chỉ nói một câu thoại và xuất hiện cực ngắn, dù vậy Carter còn lồng tiếng nhiều người hầu khác của Nữ hoàng Đỏ.

Frank Welker là người cung cấp hiệu ứng giọng nói – trong đó có tiếng gầm của Jabberwocky và Bandersnatch, tiếng kêu của chim Jubjub và tiếng sủa của Bayard. Rickman, Windsor, Fry, Gough, Lee, Staunton và Carter mỗi người chỉ mất có một ngày để ghi phần thoại của họ.

## Sản xuất
Tim Burton đã ký hợp đồng với Walt Disney Pictures để đạo diễn hai bộ phim theo định dạng Disney Digital 3D, đó là Alice ở xứ sở thần tiên và bản làm lại phim Frankenweenie. Burton là người phát triển cốt truyện bởi ông chưa bao giờ thấy ràng buộc về mặt tình cảm với nguyên tác sách. Ông giải thích rằng "mục tiêu là cố làm ra một bộ phim hấp dẫn, nơi mà bạn thưởng thức hương vị tâm lý và nét tươi mới mà vẫn giữ được chất kinh điển của Alice." Về những phiên bản cũ, Burton chia sẻ "Đó luôn là một cô gái lang thang gặp hết nhân vật điên rồ này sang nhân vật khùng điên khác, và tôi chưa bao giờ thấy bất kì liên hệ thật nào về mặt cảm xúc." Mục tiêu của ông với tác phẩm mới là đưa đến truyện phim "một vài cốt truyện dựa trên cảm xúc" và "thử sức làm cho Alice thấy giống như một câu chuyện hơn thay vì theo một chuỗi các sự kiện." Burton chú trọng vào bài thơ "Jabberwocky" như một phần kết cấu phim của mình, và nhắc đến sinh vật được mô tả bởi tên bài thơ thay vì cái tên "Jabberwock" sử dụng trong bài thơ. Burton còn cho biết ông không thấy phiên bản của mình giống như một phần hậu truyện của bất cứ phim Alice nào ra đời trước đó, cũng không phải là tác phẩm "tái tưởng tượng". Tuy nhiên, ý tưởng làm đoạn cao trào trong cốt truyện khi để Alice chiến đấu với nhà vô địch Jabberwocky của nữ hoàng lần đầu được dùng trong trò chơi điện tử American McGee's Alice; còn cảnh quan, tòa tháp, vũ khí và ngoại hình của Alice trong những cảnh phim ấy cực kỳ làm người ta nhớ đến những cảnh tương tự trong game.

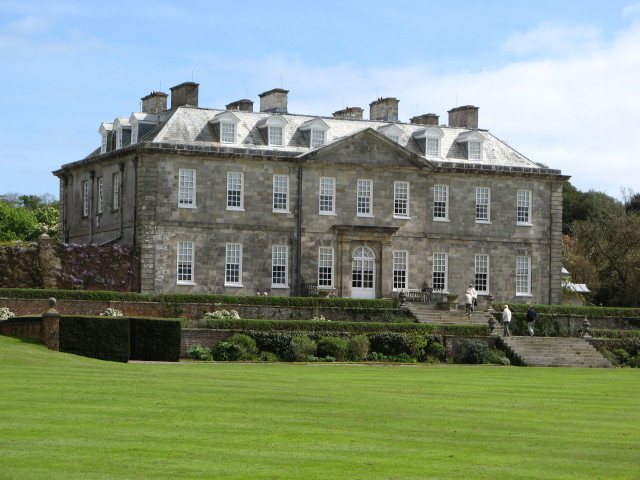
Nhà Antony ở nam Cornwall, Anh, nơi được chọn làm căn nhà của Lãnh chúa Ascot trong phim.

Alice ở xứ sở thần tiên lúc đầu được lên lịch công chiếu vào năm 2009 nhưng bị dời lịch sang ngày 5 tháng 3 năm 2010. Công đoạn ghi hình chính được lên lịch vào tháng 5 năm 2008, nhưng phải đến tháng 9 mới bấm máy được và đóng máy sau 3 tháng. Những cảnh quay lối bối cảnh thời Victoria được ghi hình tại Torpoint và Plymouth từ 1 tháng 9 tới 14 tháng 10. 215 diễn viên quần chúng địa phương được lựa chọn vào đầu tháng 8. Những địa điểm quay phim gồm Nhà Antony ở Torpoint, Charlestown, Cornwall và Barbican, Plymouth, (tuy nhiên không đó đoạn phim nào từ Barbican được dùng đến). Công đoạn ghi hình chuyển động bắt đầu vào đầu tháng 10 tại Sony Pictures Studios ở Thành phố Culver, California (dù sau này những cảnh quay ấy đã bị xóa bỏ). Phim cũng được quay tại Culver Studios. Burton cho biết ông đã sử dụng kết hợp giữa người đóng và hoạt hình mà không cần ghi hình chuyển động. Vị đạo diễn còn lưu ý rằng đây là lần đầu tiên ông quay phim trên phông xanh. Những cảnh quay trên phông xanh (chiếm tới 90% bộ phim) được hoàn tất chỉ sau 40 ngày. Nhiều diễn viên và ê-kíp làm phim cảm thấy buồn vì nhiều giờ đồng hồ bị vây quanh bởi màu xanh lá, và Burton đã lắp kính màu oải hương vào kính của mình để tránh bị ảnh hưởng bởi hiệu ứng màu. Do nhu cầu sử dụng hiệu ứng kỹ thuật số liên tục để làm biến dạng ngoại hình của các diễn viên (chẳng hạn như kích cỡ đầu của Nữ hoàng Đỏ hay chiều cao của Alice), giám sát hiệu ứng kỹ xảo Ken Ralston cảm thấy kiệt sức khi xử lý khâu này cho bộ phim: "Đây là show lớn nhất mà tôi từng làm, [và] tác phẩm sáng tạo nhất mà tôi từng tham gia."
Sony Pictures Imageworks là đơn vị xử lý những cảnh dùng hiệu ứng kỹ xảo. Burton thấy rằng 3D là môi trường phù hợp cho truyện phim. Burton và Zanuck lựa cho ghi hình bằng những máy quay thông thường, rồi chuyển cảnh quay thành 3D trong giai đoạn sản xuất hậu kỳ; Zanuck giải thích rằng các máy quay 3D quá đắt và "cồng kềnh", họ thấy rằng chẳng có khác biệt nào giữa cảnh quay đã được chuyển định dạng và những góc máy quay bằng 3D. James Cameron (đạo diễn bộ phim 3D Avatar công chiếu vào tháng 12 năm 2009) chỉ trích lựa chọn kể trên của Burton và ê-kíp bằng phát biểu: "Chẳng có lý nào lại quay phim bằng 2D và chuyển sang 3D".

## Nhạc phim

### Nhạc nền
Nhạc nền phim của Danny Elfman (đối tác lâu năm của Burton) được phát hành vào ngày 2 tháng 3 năm 2010. Album ra mắt ở vị trí số 89 trên bảng xếp hạng Billboard Top 200 album.

### Almost Alice
Almost Alice là album tuyển tập nhạc của nhiều nghệ sĩ lấy cảm hứng từ bộ phim. Đĩa đơn đầu tiên mang tên "Alice" của nữ ca sĩ Avril Lavigne ra mắt vào ngày 27 tháng 1 năm 2010 trên chương trình phát thanh của Ryan Seacrest. Các đĩa đơn khác gồm có "Follow Me Down" của 3OH!3, "Her Name Is Alice" của Shinedown và "Tea Party" của Kerli. Album được phát hành vào ngày 2 tháng 3 năm 2010.

## Phát hành
Ngày 12 tháng 10 năm 2010, các chuỗi rạp phim lớn ở Anh Quốc là Odeon, Vue và Cineworld đã định tẩy chay bộ phim vì giảm thời gian chiếu rạp và phát hành DVD từ 17 tuần thông thường xuống 12 tuần. Lý do Disney cắt giảm thời gian chiếu rạp Alice có thể là để tránh phát hành DVD phim trùng với giải vô địch bóng đá thế giới 2010, song các rạp chiếu ở Anh phản bác rằng Alice sẽ ít bị Giải vô địch thế giới lấn át hơn những tựa phim khác. Một tuần sau thông báo trên, Cineworld (đơn vị sở hữu 24% cổ phần doanh thu phòng vé ở Anh) chọn chiếu phim ở hơn 150 rạp. Giám đốc điều hành Cineworld, ông Steve Wiener phát biểu: "Là những người dẫn đầu trong mảng 3D, chúng tôi không muốn khán giả bỏ lỡ một tác phẩm tuyệt vời về mặt thị giác như vậy. Giống như thành công của Avatar đã thể hiện, hiện có một lượng lớn người xem thèm khát trải nghiệm 3D". Ngay sau đó, chuỗi rạp phim Vue cũng tiến tới thỏa thuận với Disney, nhưng Odeon thì vẫn lựa chọn tẩy chay phim ở Anh, Ireland và Ý. Ngày 25 tháng 3 năm 2010, Odeon đã tiến tới một thỏa thuận và quyết định chiếu phim vào ngày 5 tháng 3 năm 2010. Buổi chiếu ra mắt tác phẩm được tổ chức tại Odeon Leicester Square ở Luân Đôn vào ngày 25 tháng 2 năm 2010 nhằm quyên góp cho Quỹ Trẻ em và Nghệ thuật của Thái tử, với sự tham dự của Thân vương xứ Wales và Công tước phu nhân Cornwall. Vụ lùm xùm kể trên cũng không ảnh hưởng tới kế hoạch chiếu phim tại Tây Ban Nha, Đức, Bồ Đào Nha và Áo. Tác phẩm được công chiếu ở Liên hiệp Anh và Mỹ bằng cả định dạng Disney Digital 3D lẫn IMAX 3D, cũng như ở những rạp phim thông thường vào ngày 5 tháng 3 năm 2010. Tại Việt Nam, Alice khởi chiếu tại các cụm rạp của đơn vị Megastar trên toàn quốc vào ngày 12 tháng 3 năm 2010.

### Tiếp thị

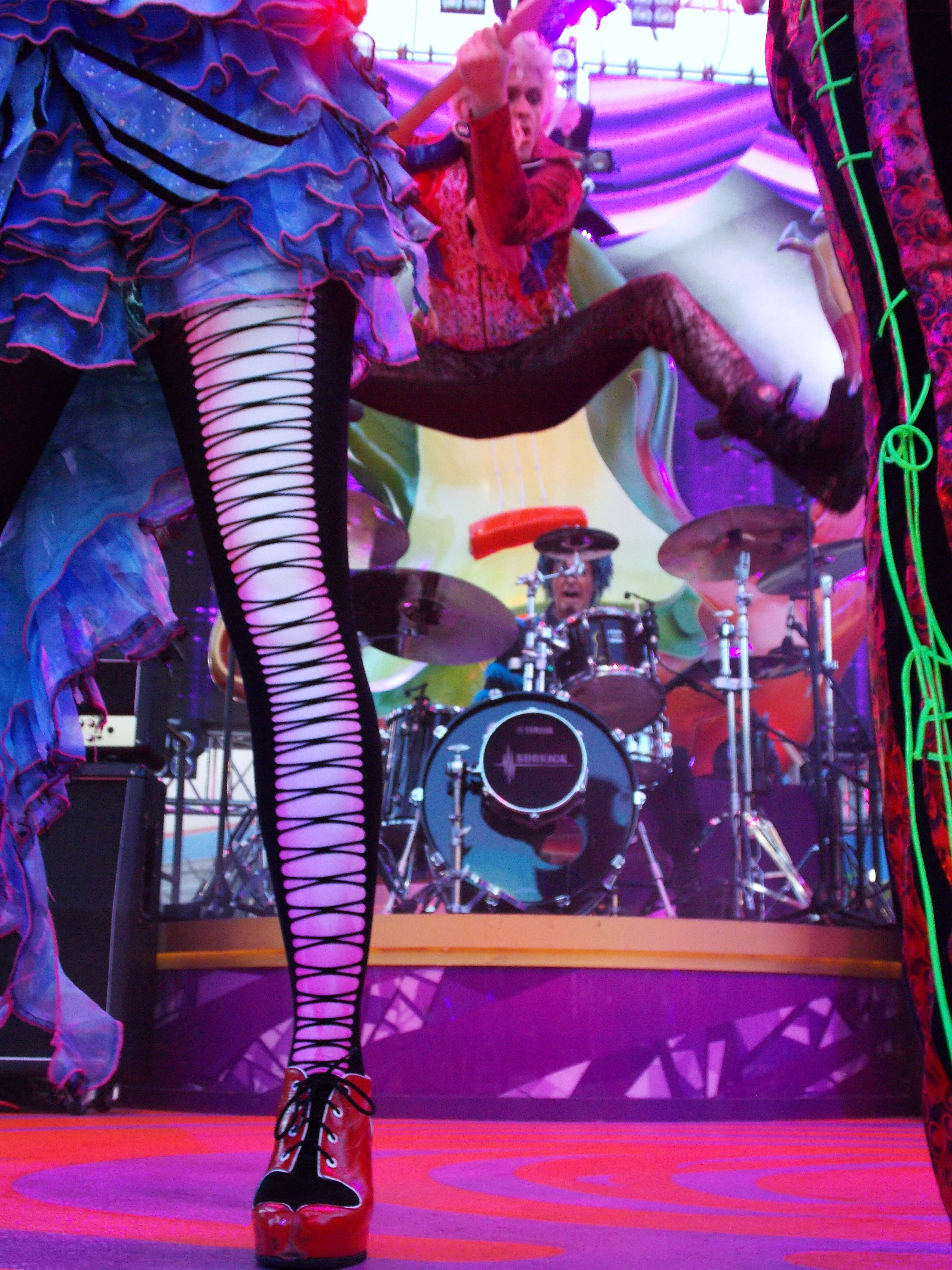
Ban nhạc Mad T Party tại California Adventure với đội hình Sóc chuột chơi guitar, Mèo Cheshire chơi trống và Alice hát chính.

Ngày 22 tháng 6 năm 2009, những tấm hình đầu tiên của bộ phim được tiết lộ, cho thấy Depp vai Thợ làm mũ điên, Hathaway vai Nữ hoàng Trắng, Bonham Carter vai Nữ hoàng Đỏ và Lucas vai Tweedledee–Tweedledum. Một tấm hình mới của Alice cũng được cho ra mắt. Vào tháng 7, những tấm hình mới xuất hiện với Alice ôm một chú thỏ trắng, Thợ làm mũ điên the Mad Hatter ôm một chú thỏ rừng, Nữ hoàng Đỏ ôm một con lợn và Nữ hoàng Trắng ôm một con chuột.
Ngày 22 tháng 7 năm 2009, một teaser trailer từ góc nhìn của Thợ làm mũ điên được phát hành trên trên IGN nhưng ngay sau đó bị gỡ xuống vì Disney tuyên bố vẫn chưa trình làng trailer. Teaser còn dự kiến chiếu cùng với trailer bản phim chuyển thể Giáng Sinh yêu thương của Robert Zemeckis vào ngày 24 tháng 7 năm 2009 lúc chiếu bộ phim Biệt đội chuột lang. Ngày hôm sau, teaser trailer trình làng tại Comic-Con song trailer được chiếu lại khác so với bản bị rò rỉ. Bản của ComicCon không có thoại của Thợ làm mũ điên. Thay vào đó là phần nhạc bài hát "Time to Pretend" của MGMT, và những clip trình chiếu lại theo trật tự khác so với bản bị rò rỉ. Bản bị rò rỉ lúc đầu được chiếu trong một trong ba nhóm Facebook dùng để quảng bá bộ phim mà sở hữu nhiều thành viên nhất. Các nhóm dùng để quảng bá bộ phim là "The Loyal Subjects of the Red Queen", "The Loyal Subjects of the White Queen" và "The Disloyal Subjects of the Mad Hatter".
Cũng tại ComicCon, những đạo cụ làm phim được trưng bày trong một buổi triển lãm "Alice ở xứ sở thần tiên". Những bộ phục trang có mặt trong buổi triển lãm gồm có váy, ghế, bộ tóc giả, kính và cây trượng của Nữ hoàng Đỏ; váy, bộ tóc giả và một mô hình lâu đài nhỏ của Nữ hoàng Trắng; bộ đồ, tóc, tóc giả, ghế và bàn của Thợ làm mũ điên; váy và bộ giáp chiến đấu (để đánh bại Jabberwocky) của Alice. Những đạo cụ khác gồm có những chiếc chai "DRINK ME" (Uống tôi đi), chùm chìa khóa, một cái bánh ngọt in chữ "EAT ME" (Ăn tôi đi) và những mô hình Thỏ Trắng và Thỏ Tháng ba. Một khu vực tiệc tùng vào ban đêm tại công viên chủ đề Disney California Adventure đã được thành lập, có tên "Mad T Party".

### Trò chơi điện tử
Ngày 23 tháng 7 năm 2009, Disney Interactive Studios thông báo một trò chơi điện tử của Alice in Wonderland (do xưởng game Étranges Libellules của Pháp phát triển) sẽ được trình làng vào cùng tuần chiếu bộ phim trên các hệ máy chơi Wii, Nintendo DS và Microsoft Windows. Phần soundtrack được sáng tác bởi nhà soạn nhạc trò chơi điện tử Richard Jacques. Các phiên bản của Wii, DS và PC ra mắt vào ngày 2 tháng 3 năm 2010. Disney Interactive còn phát hành tựa game Alice in Wonderland: A New Champion vào năm 2013 cho máy iOS.

### Băng đĩa tại gia
Walt Disney Studios Home Entertainment là đơn vị phát hành gói đĩa Blu-ray (gồm có 3 đĩa là Blu-ray, DVD và một bản sao kĩ thuật số), đĩa đơn Blu-ray và đĩa đơn DVD vào ngày 1 tháng 6 năm 2010 tại Bắc Mỹ và ngày 1 tháng 7 năm 2010 tại Úc. Bản DVD có ba đoạn phim ngắn về quá trình làm phim, chú trọng vào tầm nhìn về xứ Wonderland của Burton cùng các nhân vật Alice và Thợ làm mũ điên. Bản Blu-ray có 9 đoạn phim phụ tập trung vào những nhân vật phụ, hiệu ứng kỹ xảo và những khía cạnh sản xuất khác của phim. Tuy nhiên do vài sơ sót, một lượng nhỏ các bản đĩa đã được tung lên kệ bán sớm một tuần ở những cửa hàng nhỏ hơn, song chúng nhanh chóng bị gỡ xuống, dẫu vậy một số đĩa đã được xác nhận đặt mua trước ngày ra mắt. Trong tuần đầu phát hành (1–6 tháng 6 năm 2010), đĩa phim bán ra 2.095.878 đơn vị DVD (tương đương 35,44 triệu USD) và chiếm ngôi đầu bảng doanh số bán DVD trong hai tuần liên tiếp. Đến 22 tháng 5 năm 2011, tác phẩm bán ra 4.313.680 đơn vị (76,41 triệu USD). Sản phẩm không lọt được vào top 10 DVD bán chạy nhất năm 2010 tính theo số đơn vị tiêu thụ, nhưng lại đứng hạng 10 trên chính bảng xếp hạng ấy nếu tính về doanh số bán hàng.

## Đón nhận

### Doanh thu phòng vé
Alice ở xứ sở thần tiên đã thu về 334,19 triệu USD ở Bắc Mỹ và 691,27 triệu USD ở những vùng lãnh thổ khác, nâng tổng mức doanh thu toàn cầu lên con số 1,025 tỷ USD so với kinh phí 200 triệu USD. Trên toàn thế giới, đây là bộ phim phim có doanh thu cao thứ hai của năm 2010. Tác phẩm là phim có doanh thu cao thứ ba mà Johnny Depp đóng, phim có doanh thu cao nhất do Tim Burton làm đạo diễn, và phim có doanh thu cao thứ hai của Anne Hathaway. Ngoài ra, bộ phim là bản chuyển thể sách thiếu nhi có doanh thu cao thứ hai (toàn thế giới, cũng như tính riêng tại Bắc Mỹ và ngoài Bắc Mỹ).
Trong dịp cuối tuần đầu tiên, Alice ở xứ sở thần tiên thu về 220,1 triệu USD toàn cầu, đánh dấu tác phẩm mở màn lớn thứ hai từ trước tới nay dành cho phim điện không phát hành vào kì nghỉ lễ hoặc mùa hè (xếp sau Đấu trường sinh tử), phim ăn khách thứ tư do Disney phân phối và tác phẩm ăn khách thứ tư trong năm 2010. Bộ phim thống trị phòng vé thế giới trong ba dịp cuối tuần liên tiếp. Ngày 26 tháng 5 năm 2010, ở ngày công chiếu thứ 85, tác phẩm trở thành phim điện ảnh thứ 6 vượt qua mốc 1 tỷ USD và phim thứ hai do Walt Disney Studios phát hành đạt thành tích này.
Ở thị trường Bắc Mỹ, Alice ở xứ sở thần tiên là phim điện ảnh có doanh thu cao thứ 4, nhưng bị trượt khỏi top 100 nếu tính lạm phát. Đây còn là phim có doanh thu cao thứ hai của năm 2010 (sau Câu chuyện đồ chơi 3), phim có doanh thu cao thứ hai mà Johnny Depp đóng và phim có doanh thu cao nhất do Tim Burton làm đạo diễn. Bộ phim khởi chiếu vào ngày 5 tháng 3 năm 2010 tại khoảng 7.400 phòng chiếu ở 3.728 cụm rạp, thu về 40.804.962 USD trong ngày chiếu đầu tiên, 3,9 triệu USD trong số đó đến từ những buổi chiếu giữa đêm, xếp vị trí số một và thiết lập kỷ lục khởi chiếu mới vào tháng Ba. Alice đem về 116,1 triệu USD trong dịp cuối tuần khởi chiếu, phá kỷ lục phim mở màn lớn nhất dịp cuối tuần vào tháng Ba (trước đó thuộc về 300), kỷ lục phim mở màn lớn nhất dịp cuối tuần trong mùa xuân (trước đó do Fast and Furious nắm giữ), phim phi hậu truyện mở màn lớn nhất dịp cuối tuần (trước đó do Người Nhện nắm giữ) và phim mở màn dịp cuối tuần cao nhất trong thời gian không phải kì nghỉ lễ hay mùa hè. Tuy nhiên, cả ba kỷ lục kể trên đều bị Đấu trường sinh tử xô đổ (152,5 triệu USD) vào tháng 3 năm 2012. Alice là tác phẩm có doanh thu dịp cuối tuần khởi chiếu cao thứ 17 từ trước đến nay và phim 3D ăn khách thứ 5. Doanh thu dịp cuối tuần khởi chiếu xuất phát từ những suất chiếu 3D là 81,3 triệu USD (chiếm 70% tổng doanh thu dịp cuối tuần), qua đó phá kỷ lục phim 3D có doanh thu dịp cuối tuần lớn nhất nhưng sau đó bị soán ngôi bởi Biệt đội siêu anh hùng của Marvel (108 triệu USD). Tác phẩm sở hữu lượng bán vé trung bình dịp cuối tuần cao nhất năm 2010 (31.143 USD cho mỗi rạp) và lớn nhất dành phim dán nhãn PG. Bộ phim đã phá vở kỷ lục dịp cuối tuần khởi chiếu IMAX khi kiếm về 12,2 triệu USD ở 188 phòng chiếu IMAX, tức trung bình 64.197 cho mỗi phòng chiếu. Kỷ lục lần đầu bị xô đổ bởi Harry Potter và Bảo bối Tử thần – Phần 2 (15,2 triệu USD). Alice vẫn nắm giữ vị trí số một ở phòng vé Bắc Mỹ trong 3 tuần liên tiếp. Alice ngừng chiếu tại các rạp vào ngày 8 tháng 7 năm 2010 với 334,2 triệu USD.
Ngoài Bắc Mỹ, Alice ở xứ sở thần tiên là phim có doanh thu cao thứ 15, phim có doanh thu cao nhất năm 2010, phim Disney có doanh thu cao thứ 4, phim có doanh thu cao thứ hai mà Johnny Depp đóng và phim có doanh thu cao nhất do Tim Burton đạo diễn. Tác phẩm bắt đầu với ước tính 94 triệu USD gặt hái được, đứng đầu doanh thu phòng vé dịp cuối tuần và nắm giữ vị trí này trong 4 tuần liên tiếp (tính tổng cộng là 5 tuần không liên tiếp). Nhật Bản là quốc gia đem về cho bộ phim nhiều tiền bán vé nhất sau Bắc Mỹ với 133,7 triệu USD, kế tiếp là Liên hiệp Anh, Ireland và Malta (64,4 triệu USD), Pháp và vùng Maghreb (45,9 triệu USD).

### Đánh giá chuyên môn
Trên hệ thống tổng hợp kết quả đánh giá Rotten Tomatoes, Alice ở xứ sở thần tiên nhận được 51% lượng đồng thuận dựa theo 279 bài đánh giá, với điểm trung bình là 5,8/10. Các chuyên gia của trang web nhất trí rằng, "Alice của Tim Burton đã hy sinh tính mạch lạc trong cốt chuyện của cuốn sách – và gần như toàn bộ trái tim của nó – nhưng [tác phẩm vẫn] là một bữa tiệc hình ảnh không thể phủ nhận". Trên trang Metacritic, phần phim đạt số điểm 53 trên 100, dựa trên 38 nhận xét, chủ yếu là những ý kiến trái chiều. Lượt bình chọn của khán giả trên trang thống kê CinemaScore cho phần phim điểm "A-" trên thang từ A+ đến F.
Nhà phê bình Todd McCarthy của tạp chí Variety đánh giá cao bộ phim khi đã đưa vào những "khoảnh khắc thú vị, dí dỏm và [khiến người xem phải] đắm chìm", nhưng cũng nhận định: "Khi phim tiến triển thì [tác phẩm] cũng trở nên dần bình thường hơn, trong đó trận chiến ở phần cao trào được xây dựng cũng chỉ tương tự như bất kỳ bộ phim bom tấn CGI nào khác trong vài năm qua". Theo Michael Rechtshaffen của tạp chí The Hollywood Reporter, Tim Burton đã "mang đến một dàn diễn viên vô cùng hóm hỉnh và xuất sắc, [...] đạt được các mốc thỏa mãn về mặt cảm xúc", đồng thời khen ngợi phần hình ảnh CGI: "Cuối cùng, chính khung cảnh choáng ngợp đã giúp cho cuộc phiêu lưu mới nhất của Alice trở nên thật kỳ diệu, vì công nghệ cuối cùng cũng đã có thể bắt kịp với trí tưởng tượng vô tận của Burton". Owen Gleiberman của Entertainment Weekly thì nhận định: "Tác phẩm Disney 3-D Alice ở xứ sở thần tiên của Burton, được biên kịch bởi chuyên gia nữ quyền Linda Woolverton, lại thực sự là một loại thức uống lạ: âm u, lan tỏa và quanh co, lấy bối cảnh không phải ở xứ sở thần tiên của sự quên lãng mà là ở một thế giới có tên Underland – một phiên bản không có gì vui vẻ của Wonderland." Nhà phê bình Roger Ebert của Chicago Sun-Times đã chấm cho bộ phim ba trên bốn sao và viết trong bài đánh giá của mình rằng: "Sẽ tốt hơn nếu nhìn nhận Alice như một tác phẩm kỳ ảo cho người lớn, đó cũng chính là cách Burton đã xuất xắc diễn đạt tác phẩm trước khi hồi thứ ba vô nghĩa [của phim] chạy trật khỏi đường ray."
Nhà phê bình Keith Phipps của câu lạc bộ điện ảnh The A.V. Club thì chỉ trích bộ phim về sự tham lam quá mức các tình tiết; ông chỉ ra rằng nếu tiểu thuyết của Carroll là sự chuyển tiếp nhẹ nhàng và thơ mộng giữa những câu chuyện kể làm cho trẻ em có thể yên giấc và giúp những giấc mơ trôi đi nhẹ nhàng thì bộ phim của Tim Burton lại đi quá sâu vào cuộc chiến giữa cái thiện, cái tốt với cái xấu trong dòng tường thuật dồn dập, tạo cảm giác ức chế cho người xem một cách không cần thiết, làm cho việc xem phim trở nên mệt mỏi. Việc bộ phim lạm dụng quá nhiều hiệu ứng hình ảnh đã khiến nhà phê bình Stephanie Zacharek của trang Salon phải phàn nàn: "Burton đã chăm chút quá mức đến bài trí bộ phim và thiết kế nhân vật [...]. Nói chung, Alice ở xứ sở thần tiên đã trở thành nồi súp cho các chủ nhân pha chế công nghệ mới và thử nghiệm sáng tạo thay vì là mảnh đất của những giấc mơ". Lou Lumenick của báo New York Post thì phát biểu rằng ông sẽ không có ý muốn xem phần tiếp theo của bộ phim nếu có, mặc dù ông cũng thừa nhận tài năng khai thác hiệu ứng hình ảnh và âm thanh của Tim Burton. Nhà phê bình Dana Stevens của tờ báo mạng Slate không hài lòng lắm với cách chuyển thể tác phẩm của Carroll thành bộ phim của Tim Burton; bà cho rằng áp lực phải có một bộ phim hoành tráng, đạt lợi nhuận cao đã chi phối mạnh vào khâu biên tập và kịch bản: "Dù bộ phim rất dồi dào tình tiết, thậm chí dư thừa, nhưng tôi vẫn thấy thiếu một thứ. Đó là cái hồn của Alice, là ngôn ngữ của nhân vật chính, và cả những gì Carroll muốn nhắn với thiếu nhi qua bộ truyện Alice ở xứ sở thần tiên và Alice ở xứ sở trong gương của mình".
Một số bài phê bình chỉ trích quyết định biến Alice thành "doanh nhân thuộc địa" ở cuối phim khi nhân vật lên đường sang Trung Quốc. Với vai trò của Anh trong cuộc Chiến tranh nha phiến lần thứ nhất và thứ hai ở thời đại Victoria và sự thống trị của nước ngoài đối với Trung Quốc thông qua "các hiệp ước bất bình đẳng", chuyên gia về Trung Quốc Kevin Slaten nhìn nhận, "Không chỉ là một hình ảnh rắc rối đối với một hình tượng nhân vật nữ trong phim Disney, đây cũng là lời nhắc lại về sự bóc lột mà Trung Quốc đã phải gánh chịu trong suốt một thế kỷ." Nhà phát triển trò chơi American McGee, được biết đến với hai trò chơi Alice và Alice: Madness Returns, đã được hỏi trong một cuộc phỏng vấn năm 2011 về phiên bản chuyển thể của Tim Burton cho nhân vật Alice. McGee khen ngợi phần hình ảnh và âm thanh của bộ phim nhưng chỉ trích việc Alice có quá ít thời lượng trên màn ảnh so với các nhân vật khác. Ông cảm thấy Alice không có bất kỳ mục đích nào trong câu chuyện và cô chỉ được sử dụng như một "công cụ".

### Giải thưởng
| Giải thưởng                                                          | Hạng mục                                                                         | Đề cử                                                       | Kết quả   |
| -------------------------------------------------------------------- | -------------------------------------------------------------------------------- | ----------------------------------------------------------- | --------- |
| Giải Oscar lần thứ 83                                                | Chỉ đạo nghệ thuật xuất sắc nhất                                                 | Robert Stromberg, Karen O'Hara                              | Đoạt giải |
| Giải Oscar lần thứ 83                                                | Hiệu ứng kỹ xảo xuất sắc nhất                                                    | Ken Ralston, David Schaub, Carey Villegas, Sean Phillips    | Đề cử     |
| Giải Oscar lần thứ 83                                                | Thiết kế phục trang đẹp nhất                                                     | Colleen Atwood                                              | Đoạt giải |
| Giải Điện ảnh Viện Hàn lâm Vương quốc Anh lần thứ 64                 | Thiết kế phục trang đẹp nhất                                                     | Colleen Atwood                                              | Đoạt giải |
| Giải Điện ảnh Viện Hàn lâm Vương quốc Anh lần thứ 64                 | Nhạc phim hay nhất                                                               | Danny Elfman                                                | Đề cử     |
| Giải Điện ảnh Viện Hàn lâm Vương quốc Anh lần thứ 64                 | Thiết kế sản xuất xuất sắc nhất                                                  | Robert Stromberg, Karen O'Hara                              | Đề cử     |
| Giải Điện ảnh Viện Hàn lâm Vương quốc Anh lần thứ 64                 | Hiệu ứng kỹ xảo đẹp nhất                                                         | Ken Ralston, David Schaub, Carey Villegas, Sean Phillips    | Đề cử     |
| Giải Điện ảnh Viện Hàn lâm Vương quốc Anh lần thứ 64                 | Hóa trang và làm tóc đẹp nhất                                                    | Valli O'Reilly, Paul Gooch                                  | Đoạt giải |
| Giải Đại bàng vàng lần thứ 9                                         | Phim ngoại ngữ hay nhất                                                          | Alice ở xứ sở thần tiên                                     | Đề cử     |
| Giải Quả cầu vàng lần thứ 68                                         | Phim ca nhạc hoặc hài hay nhất                                                   | Alice ở xứ sở thần tiên                                     | Đề cử     |
| Giải Quả cầu vàng lần thứ 68                                         | Nam diễn viên phim ca nhạc hoặc phim hài xuất sắc nhất                           | Johnny Depp                                                 | Đề cử     |
| Giải Quả cầu vàng lần thứ 68                                         | Nhạc nền phim hay nhất                                                           | Danny Elfman                                                | Đề cử     |
| Giải Grammy lần thứ 53                                               | Nhạc nền hay nhất cho phim ảnh                                                   | Danny Elfman                                                | Đề cử     |
| Giải Hội hiệu ứng kỹ xảo lần thứ 9 (VES Awards)                      | Hiệu ứng kỹ xảo xuất sắc trong một tác phẩm điện ảnh do hiệu ứng kỹ xảo chi phối | Ken Ralston, Carey Villegas, David Schaub, Tom Peitzman     | Đề cử     |
| Giải Hội hiệu ứng kỹ xảo lần thứ 9 (VES Awards)                      | Tổng hợp hình ảnh xuất sắc trong một tác phẩm điện ảnh (Stolen Tarts)            | Lisa Deaner, Orde Stevanoski, Aaron Kupferman, Ruben Flores | Đề cử     |
| Giải Vệ tinh lần thứ 15                                              | Hiệu ứng kỹ xảo xuất sắc nhất                                                    | Ken Ralston, Carey Villegas, ☃☃David Schaub, Sean Phillips  | Đoạt giải |
| Giải Vệ tinh lần thứ 15                                              | Thiết kế phục trang đẹp nhất                                                     | Colleen Atwood                                              | Đoạt giải |
| Giải Vệ tinh lần thứ 15                                              | Chỉ đạo nghệ thuật & Thiết kế sản xuất xuất sắc nhất                             | Robert Stromberg, Stefan Dechant                            | Đề cử     |
| Giải Vệ tinh lần thứ 15                                              | Phim điện ảnh, hoạt hình hoặc phương tiện truyền thông hỗn hợp                   | Alice ở xứ sở thần tiên                                     | Đề cử     |
| Giải Vệ tinh lần thứ 15                                              | Ca khúc nhạc phim hay nhất                                                       | Avril Lavigne                                               | Đề cử     |
| Giải Sao Thổ lần thứ 37                                              | Phim kỳ ảo hay nhất                                                              | Alice ở xứ sở thần tiên                                     | Đoạt giải |
| Giải Sao Thổ lần thứ 37                                              | Thiết kế phục trang đẹp nhất                                                     | Colleen Atwood                                              | Đoạt giải |
| Giải Sao Thổ lần thứ 37                                              | Hóa trang xuất sắc nhất                                                          | Lindsay MacGowan & Shane Mahan                              | Đề cử     |
| Giải Sao Thổ lần thứ 37                                              | Thiết kế sản xuất xuất sắc nhất                                                  | Robert Stromberg                                            | Đề cử     |
| Giải Sao Thổ lần thứ 37                                              | Hiệu ứng kỹ xảo đẹp nhất                                                         | Ken Ralston, Carey Villegas, David Schaub, Tom Peitzman     | Đề cử     |
| Giải Hiệp hội phê bình phim phát sóng                                | Thiết kế phục trang đẹp nhất                                                     | Colleen Atwood                                              | Đoạt giải |
| Giải Hiệp hội phê bình phim phát sóng                                | Hóa trang xuất sắc nhất                                                          | Jaremy Aiello                                               | Đoạt giải |
| Giải Hiệp hội phê bình phim phát sóng                                | Hiệu ứng kỹ xảo xuất sắc nhất                                                    | Ken Ralston, Carey Villegas, David Schaub, Tom Peitzman     | Đề cử     |
| Giải Hiệp hội phê bình phim phát sóng                                | Chỉ đạo nghệ thuật xuất sắc nhất                                                 | Robert Stromberg, Karen O'Hara                              | Đề cử     |
| 2011 Kids' Choice Awards                                             | Phim điện ảnh yêu thích                                                          | Alice ở xứ sở thần tiên                                     | Đề cử     |
| 2011 Kids' Choice Awards                                             | Nam diễn viên điện ảnh yêu thích                                                 | Johnny Depp                                                 | Đoạt giải |
| Giải Điện ảnh MTV                                                    | Siêu sao toàn cầu                                                                | Johnny Depp                                                 | Đề cử     |
| Giải Điện ảnh MTV                                                    | Phim điện ảnh hay nhất                                                           | Alice ở xứ sở thần tiên                                     | Đề cử     |
| Giải Điện ảnh MTV                                                    | Phản diện hay nhất                                                               | Helena Bonham Carter                                        | Đề cử     |
| National Movie Awards                                                | Diễn xuất xuất sắc nhất                                                          | Helena Bonham Carter                                        | Đề cử     |
| National Movie Awards                                                | Diễn xuất xuất sắc nhất                                                          | Johnny Depp                                                 | Đề cử     |
| National Movie Awards                                                | Phim kỳ ảo hay nhất                                                              | Alice ở xứ sở thần tiên                                     | Đề cử     |
| People's Choice Awards                                               | Phim điện ảnh yêu thích                                                          | Alice ở xứ sở thần tiên                                     | Đề cử     |
| People's Choice Awards                                               | Phim điện ảnh chính kịch yêu thích                                               | Alice ở xứ sở thần tiên                                     | Đề cử     |
| Teen Choice Awards                                                   | Phim điện ảnh chọn lọc: Kỳ ảo                                                    | Alice ở xứ sở thần tiên                                     | Đề cử     |
| Teen Choice Awards                                                   | Nam diễn viên điện ảnh chọn lọc: Kỳ ảo                                           | Johnny Depp                                                 | Đề cử     |
| Teen Choice Awards                                                   | Phim điện ảnh chọn lọc: Nữ diễn chiếm trọn màn ảnh                               | Anne Hathaway                                               | Đề cử     |
| Teen Choice Awards                                                   | Nữ diễn viên điện ảnh chọn lọc: Kỳ ảo                                            | Mia Wasikowska                                              | Đề cử     |
| Teen Choice Awards                                                   | Phim điện ảnh chọn lọc: Ngôi sao nữ đột phá                                      | Mia Wasikowska                                              | Đề cử     |
| Teen Choice Awards                                                   | Phim điện ảnh chọn lọc: Màn chiến đấu                                            | Mia Wasikowska với Jabberwock                               | Đoạt giải |
| 2010 Scream Awards                                                   | Ultimate Scream                                                                  | Alice ở xứ sở thần tiên                                     | Đề cử     |
| 2010 Scream Awards                                                   | Phim điện ảnh kỳ ảo hay nhất                                                     | Alice ở xứ sở thần tiên                                     | Đề cử     |
| 2010 Scream Awards                                                   | Đạo diễn xuất sắc nhất                                                           | Tim Burton                                                  | Đề cử     |
| 2010 Scream Awards                                                   | Nữ diễn viên phim kỳ ảo xuất sắc nhất                                            | Mia Wasikowska                                              | Đề cử     |
| 2010 Scream Awards                                                   | Diễn xuất nữ đột phá nhất                                                        | Mia Wasikowska                                              | Đề cử     |
| 2010 Scream Awards                                                   | Nam diễn viên phim kỳ ảo xuất sắc nhất                                           | Johnny Depp                                                 | Đề cử     |
| 2010 Scream Awards                                                   | Nữ diễn viên phụ xuất sắc nhất                                                   | Anne Hathaway                                               | Đoạt giải |
| 2010 Scream Awards                                                   | Top 3 phim 3-D                                                                   | Alice ở xứ sở thần tiên                                     | Đề cử     |
| Giải AD nửa đầu năm                                                  | Chỉ đạo nghệ thuật xuất sắc nhất                                                 | Alice ở xứ sở thần tiên                                     | Đề cử     |
| Giải AD nửa đầu năm                                                  | Hiệu ứng kỹ xảo xuất sắc nhất                                                    | Alice ở xứ sở thần tiên                                     | Đoạt giải |
| Giải AD nửa đầu năm                                                  | Hóa trang xuất sắc nhất                                                          | Alice ở xứ sở thần tiên                                     | Đề cử     |
| Giải người hâm mộ nhạc MTV                                           | Ca khúc phim điện ảnh hay nhất                                                   | Avril Lavigne                                               | Đoạt giải |
| Cuộc thăm dò độc giả cuối năm thường niên lần thứ 16 của ChartAttack | Ca khúc hay nhất                                                                 | Avril Lavigne                                               | Đoạt giải |
| 3D Creative Arts Awards                                              | Chuyển từ 2D sang 3D tốt nhất                                                    | Alice ở xứ sở thần tiên                                     | Đoạt giải |
| Nhà dựng phim điện ảnh Mỹ                                            | Dựng phim điện ảnh – ca nhạc hoặc hài xuất sắc nhất                              | Chris Lebenzon                                              | Đoạt giải |
| Giải Annie                                                           | Hoạt họa nhân vật xuất sắc nhất trong tác phẩm người đóng                        | Ryan Page                                                   | Đoạt giải |
| Nghiệp đoàn chỉ đạo nghệ thuật                                       | Phim kỳ ảo hay nhất                                                              | Robert Stromberg & Đội ngũ                                  | Đề cử     |

## Di sản
Sau khi công chiếu, Alice ở xứ sở thần tiên đã thu về khoảng 1,6 tỷ USD doanh thu bán lẻ cho Disney, tính cả doanh số bán băng đĩa và vật phẩm. Sau khi phim công chiếu và đạt thành công lớn, Walt Disney Pictures đưa ra thông báo phát nhiều tựa phim người đóng chuyển thể từ loạt Animated Classics của họ. Ngoại trừ Dumbo: Chú voi biết bay, Lady and the Tramp và Hoa Mộc Lan; Vua sư tử, Tiên hắc ám, Aladdin, Lọ Lem, Cậu bé rừng xanh, Người đẹp và quái vật và Christopher Robin đều đạt kết quả phòng vé khả quan (trong đó, bốn phim sau cùng còn nhận được lời khen ngợi từ giới phê bình). Disney còn thông báo phát triển các tựa phim người đóng chuyển thể của Pinocchio, Fantasia, The Sword in the Stone, The Black Cauldron, Peter Pan, The Little Mermaid, Nàng Bạch Tuyết và bảy chú lùn, Lilo & Stitch, Thằng gù ở nhà thờ Đức Bà, Bambi, Robin Hood, và Hercules. Hãng phim còn cho phát hành Cruella, một phần phim người đóng ngoại truyện của Một trăm linh một chú chó đốm, và dự định làm các tựa phim người đóng ngoại truyện của Nàng Bạch Tuyết và bảy chú lùn và Peter Pan cùng với một phần hậu truyện người đóng của Aladdin.
Walt Disney Theatrical đã bước đầu đám phán với Burton và nhà biên kịch Linda Woolverton để phát triển tác phẩm thành một vở nhạc kịch Broadway. Woolverton là tác giả vở nhạc kịch The Lion King của Disney và còn chấp bút cho các vở kịch tranh giải Tony của Beauty and the Beast, Aida và Lestat. Burton sẽ là người vẽ các thiết kế tổng thể cho vở nhạc kịch. Woolverton sẽ chuyển thể kịch bản phim của mình lên sân khấu. Chưa có một nhà soạn nhạc hay đội sáng tác nhạc nào được lựa chọn cả. Phần chỉ đạo và biên đạo múa sẽ giao cho Rob Ashford. Vở nhạc kịch dự kiến công diễn ra mắt toàn thế giới ở Luân Đôn.

## Phần tiếp theo
Ngày 7 tháng 12 năm 2012, tạp chí Variety thông báo giai đoạn phát triển phần hậu truyện của Alice ở xứ sở thần tiên. Linda Woolverton trở lại viết kịch bản. Ngày 31 tháng 5 năm 2013, James Bobin bắt đầu đàm phán để đạo diễn phần hậu truyện dưới tựa tạm thời là Alice in Wonderland: Into the Looking Glass. Johnny Depp trở lại đóng Thợ làm mũ điên, Mia Wasikowska quay lại đảm nhiệm vai Alice và Helena Bonham Carter trở lại vào vai Nữ hoàng Đỏ. Nhiều diễn viên khác từ tựa phim năm 2010 cũng tái thể hiện những vai diễn của họ trong phần hậu truyện. Ngày 22 tháng 11 năm 2013, có nguồn tin cho hay phần hậu truyện sẽ công chiếu vào ngày 27 tháng 5 năm 2016 và Bobin sẽ nắm quyến chỉ đạo bộ phim. Rhys Ifans và Sacha Baron Cohen là những diễn viên mới góp mặt trong phần phim này. Ngày 21 tháng 1 năm 2014, tựa phim được tái đặt là Alice in Wonderland: Through the Looking Glass. Sau đấy tựa phim một lần nữa bị đổi thành Alice Through the Looking Glass.